# Grand Champ
Grand Champ — пятый студийный альбом хип-хоп-исполнителя DMX, выпущенный 16 сентября 2003 года. Альбом содержит два популярных сингла: «Where The Hood At» и «Get It On The Floor». Разошёлся тиражом в 312 000 копий, дебютировал на 1-й строчке Billboard 200. Альбом был сертифицирован как платиновый 7 ноября 2003 года от RIAA и является пятым альбомом DMX подряд, дебютировавшим на 1-м месте.

## Об альбоме
Первоначально в Grand Champ была включена песня «Ruled Out», которая является диссом на бывшего друга и сотрудника Ja Rule, однако лейбл Def Jam (который являлся в то время поставщиком права на лейбл Ja Rule, The Inc. Records) удалил песню из альбома. Предыдущая версия «Fuck Y’all» считается вводным синглом «The Great Depression», имел проблемы с ротацией в радиоэфире (были изменены название песни и текст).
В Великобритании в Grand Champ был включён бонус-диск с хитом DMX под названием «X Gon' Give It to Ya», который вошёл в саундтрек к фильму «От колыбели до могилы» 2003 года.
Grand Champ также был выпущен в «чистой версии», в котором были вырезаны упоминания про насилие, наркотики и была вырезана ненормативная лексика. Этот альбом подвергся большей цензуре, чем предыдущие альбомы DMX. Также большей цензуре подвергся и следующий альбом DMX, Year of the Dog… Again.
Название пластинки ссылается на уличные собачьи бои в Америке. Термин «grand champion» относится к боевой собаке, которая выиграла пять боёв без единого поражения.
Grand Champ является последним альбомом DMX, который выпущен на Def Jam Recordings. Также является последним альбомом, который возглавил чарт Billboard 200.

## Список композиций
| №  | Название                             | Продюсер(ы)                                                                    | Гость(и)                                               | Длительность |
| -- | ------------------------------------ | ------------------------------------------------------------------------------ | ------------------------------------------------------ | ------------ |
| 1  | «Dog Intro»                          | Darold «Pop» Trotter                                                           | Bashir Fadai                                           | 3:32         |
| 2  | «My Life»                            | Dart La                                                                        | Chinky                                                 | 3:09         |
| 3  | «Where the Hood At?»                 | Tuneheadz                                                                      |                                                        | 4:46         |
| 4  | «Dogs Out»                           | Kanye West                                                                     |                                                        | 4:03         |
| 5  | «Get It On The Floor»                | Swizz Beatz                                                                    | Swizz Beatz                                            | 4:22         |
| 6  | «Come Prepared» (Skit)               | Jay «Icepick» Jackson, Joaquin «Waah» Dean                                     |                                                        | 0:35         |
| 7  | «Shot Down»                          | Salam Wreck                                                                    | Styles P, 50 Cent                                      | 3:42         |
| 8  | «Bring The Noize»                    | Tuneheadz                                                                      |                                                        | 3:30         |
| 9  | «Untouchable»                        | Tony Pizarro                                                                   | Syleena Johnson, Cross, Infa-Red, Sheek Louch, Drag-On | 6:05         |
| 10 | «Fuck Y’all»                         | Ron Browz                                                                      |                                                        | 3:43         |
| 11 | «Ruff Radio» (Skit)                  | Jay «Icepick» Jackson, Joaquin «Waah» Dean                                     |                                                        | 0:43         |
| 12 | «We’re Back»                         | Tuneheadz                                                                      | Eve, Jadakiss                                          | 4:25         |
| 13 | «Ruff Radio 2» (Skit)                | Jay «Icepick» Jackson, Joaquin «Waah» Dean                                     |                                                        | 0:18         |
| 14 | «Rob All Night (If I’m Gonna Rob)»   | Rockwilder                                                                     |                                                        | 3:27         |
| 15 | «We Go Hard»                         | No I.D.                                                                        | Cam'Ron                                                | 3:36         |
| 16 | «We 'Bout To Blow»                   | Dame Grease                                                                    | Big Stan                                               | 3:31         |
| 17 | «The Rain»                           | DJ Scratch                                                                     |                                                        | 3:27         |
| 18 | «Gotta Go» (Skit)                    | Jay «Icepick» Jackson, Joaquin «Waah» Dean                                     |                                                        | 1:07         |
| 19 | «Don’t Gotta Go Home» (Mix)          | Antoine «Bam» Macon, Ryan Bowser, Mr. Devine, Victor Flowers                   | Monica                                                 | 4:17         |
| 20 | «A’Yo Kato»                          | Swizz Beatz                                                                    | Magic, Val                                             | 3:46         |
| 21 | «Thank You»                          | DMX, Nemo, Ron H, Reggie Flowers, Gerald Flowers, Victor Flowers, Kevin McCord | Patti LaBelle                                          | 3:01         |
| 22 | «Prayer V»                           | DMX                                                                            |                                                        | 1:47         |
| 23 | «On Top»                             | Mac G                                                                          | Big Stan                                               | 3:30         |
| 24 | «X Gon' Give It To Ya» (Bonus Track) |                                                                                |                                                        | 3:39         |

## Семплы
- «Where The Hood At» содержит семпл из «Young, Gifted & Black» Big Daddy Kane и «I’ll Play the Blues for You» Альберта Кинга
- «We Go Hard» содержит семпл из «Didn’t I Fool You» Ruby Andrews
- «The Rain» содержит семпл из «Will She Meet The Train In The Rain» Greg Perry
- «Thank you» содержит семпл из «I want to thank you» Alicia Myers

## Чарты
| Чарт (2003)                       | Высшая позиция |
| --------------------------------- | -------------- |
| Australian Albums Chart           | 32             |
| Austrian Albums Chart             | 20             |
| Belgium Albums Chart              | 38             |
| Canada Albums Chart               | 2              |
| French Albums Chart               | 16             |
| German Albums Chart               | 6              |
| Netherlands Albums Chart          | 28             |
| New Zealand Albums Chart          | 7              |
| Swedish Albums Chart              | 42             |
| Swiss Albums Chart                | 10             |
| UK Albums Chart                   | 6              |
| U.S. Billboard 200                | 1              |
| U.S. Billboard R&B/Hip-Hop Albums | 1              |